# Яагер, Мерле
Ме́рле Я́агер (эст. Merle Jääger, псевдоним Ме́рка (эст. Merca); род. 19 октября 1965, Таллин) — эстонская актриса телевидения, театра и кино, поэтесса и писательница.
Член Союза театральных деятелей (с 1990). Член Союза актёров Эстонии (с 1993). Член Союза писателей Эстонии (с 2000).

## Ранняя жизнь и образование
Мерле Яагер родилась 19 октября 1965 года в Таллине. Училась в Таллинской 46-й средней школе и Таллинской средней школе естественных наук. Её отец был железнодорожником, а мать бухгалтером.
После окончания школы в 1983 году Яагер изучала актёрское мастерство и театральное искусство в Таллиннской государственной консерватории (ныне Эстонская академия музыки и театра) под руководством театрального педагога Калью Комиссарова, которую окончила в 1988 году.
Среди её одноклассников были актёры Эльмо Нюганен, Пирет Кальда, Даян Ахмет, Кюлли Палмсаар, Райво Тамм, Райн Симмул и Анне Реэманн.

## Карьера

### Актёрская деятельность
После окончания Таллиннской государственной консерватории Мерле Яагер с 1988 года работала с некоторыми перерывами актрисой театра «Ванемуйне» в Тарту. Дипломными постановочными ролями Яагер были роль принца Гамлета в опере Уильяма Шекспира «Гамлет» в 1987 году, исполненная в Доминиканском монастыре в Таллине, и роль Ольги Сергеевны Прозоровой в опере Антона Чехова «Три сестры», исполненная в театре Угала в Вильянди в 1988 году. Её первыми двумя роли в театре «Ванемуйне» были Флоранс в пьесе Робера Тома 1964 года «Ловушка для одинокого мужчины» и леди Макдуф в постановке «Макбет» Уильяма Шекспира; обе исполнены в 1988 году .
За время своей карьеры в театре «Ванемуйне» Ягер появлялась в ролях в постановках различных международных авторов и драматургов, таких как Иоганн Вольфганг фон Гёте, Оскар Уайльд, Рене Хайвей, Витольд Гомбрович, Жан Ануй, Биляна Срблянович, Шарлотта Джонс, Том Стоппард, Артур Миллер, Альгот Унтола, Эдвард Олби, Клайв Стейплз Льюис, Жюль Стайн, Билли Роше, Эдён фон Хорват, Брайан Фрил, братья Шерман, Тим Ферт, Антон Чехов, Роберт Джеймс Уоллер, Ингмар Бергман, Велма Уоллис, Джон Бойнтон Пристли, Кандер и Эбб и Рэй Куни. Среди наиболее запоминающихся её выступлений в театре «Ванемуйне» были роли, написанны такими эстонскими драматургами и авторами как Каукси Юлле, Эдуард Вильде, Оскар Лутс, Ильмар Кюльвет, Бернард Кангро, Кати Ватманн, Мадис Кыйв, Андрус Кивиряхк, Андра Тееде и Меэлис Фриденталь.

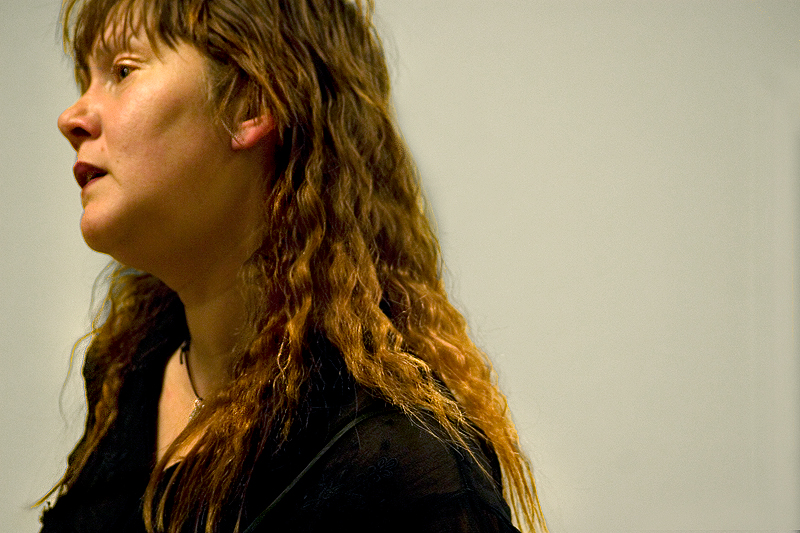
Мерле Яагер, 2008 год

С 2006 года Мерле Яагер также выступала в качестве актрисы в юмористических летних постановках театра «Хансахови» в Тарту. Написала две пьесы: «Саун» и «Колхоос», которые были поставлены в театре в 2008 и 2009 годах соответственно с участием самой Яагер. Также руководила коллективом Театра наследия Таарка — любительской театральной труппы, основанной с целью продвижения и сохранения культуры и самобытности сету.
Снялась в ряде телевизионных ролей. Её первая значительная роль была в роли Хильды в двухсерийном драматическом фильме ETV 1992 года «Soo», основанном на одноимённом романе 1914 года (первоначально назывался «Kirjutatud on…») Оскара Лутса. В 2009 году она появилась в роли Мии в шести эпизодах криминального сериала Kanal 2 «Келк-ищейка». Мерле Яагер также появлялась в нескольких других эстонских телесериалах, в том числе: «Офисная месть» (2013), «Клуб подушек» (2014) и «Viimane võmm» и «Restart» (2015).
В 1988 году Мерле Яагер дебютировала в кино, сыграв небольшую роль в короткометражном фильме «Noid», снятом Эло Тустом. Её первой значительной ролью в полнометражном кино была роль Лембала, жены эстонского вождя 13-го века Лембиту, в исторической комедии 2005 года режиссёра Каарена Каера «Дружина». Затем последовала роль учителя истории в драме 2007 года «Класс» режиссёра Ильмара Рагаа. Фильм получил несколько международных наград и был официально представлен Эстонией в категории «Лучший фильм на иностранном языке» на 80-й церемонии вручения премии «Оскар». Кроме того, в 2007 году Яагер появилась в роли Матери в семейном драматическом фильме «Магнус», снятом Кадри Кыусаар. В 2011 году она появилась в драме «Один из моих друзей» режиссёра Марта Кивастика с актёром Аарне-Мати Юкскюлой.
Другие роли в полнометражных фильмах включают «Õnn tuleb magades» (2016), «Зелёные коты» (2017) и «Встреча выпускников 2: Свадьба и похороны» — продолжение комедии 2016 года режиссёра Рене Вильбре «Встреча выпускников».
В 2019 году появилась в роли сетуской народной певицы начала XX века Хиланы Таарк в исторической комедии режиссёра Харди Фольмера «Жизнь Йоханнес Пьясуке».
Кроме того, Яагер также появилась в ряде студенческих и короткометражных фильмов, в том числе в роли Евы в популярной комедии 2006 года «Чужак — спасти Валдиса в 11 главах», поставленной Расмусом Меривоо.
Член Союза театральных деятелей (с 1990). Член Союза актёров Эстонии (с 1993).

### Поэтическая деятельность

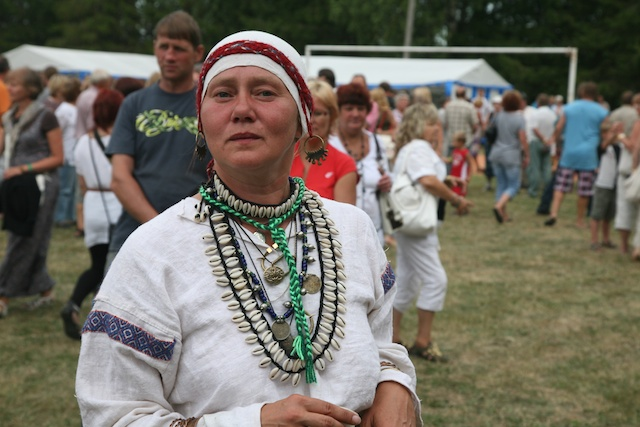
Мерле Яагер на Дне Королевства Сету в августе 2011 года

С 1986 года Мерле Яагер публикуется под псевдонимом Мерка. Вдохновлённая расцветающей панк-рок-музыкой, происходящей в стране в начале-середине 1980-х годов, когда ЭССР все ещё находилась в непосредственном подчинении СССР, она занимала центральное место. Открытая, прямая и часто конфронтационная в своей работе (особенно в её ранних работах), она стала чем-то вроде «ужасного ребёнка», была описана как «мятежная» и названа «бардом протеста». В 1988 году Яагер сотрудничала с Тыну Трубецки, вокалистом панк-рок-группы Vennaskond, над двумя стихотворениями, которые вошли в его книгу стихов Pogo, изданную «Eesti Raamat».
В 1988 году Мерле Яагер была самым молодым из 20 четырёх членов-основателей эстонской культурной и литературной группы «Wellesto». В группу также входили такие известные интеллектуалы, как Мадис Кыйв, Майму Берг, Мати Хинт, Свен Грюнберг, Дорис Карева, Рейн Круус, Тоомас Лийв, Ивар Иваск, Тоомас Раудам, Хассо Крулл, Линнарт Мялль, Яан Ундуск, Халянд Удам, Олев Ремсу, Мати Сиркель, Юлев Аалоэ и будущий 4-й президент Эстонии Тоомас Хендрик Ильвес.
В 2000 году стала членом Союза писателей Эстонии.

### Политическая деятельность
Мерле Яагер — член Тартуской городской думы, входит в комитет по культуре думы. В прошлом она принадлежала к партии «Отечество» и Свободной партии Эстонии.
Безуспешно баллотировалась на выборах в Европейский парламент Эстонии в 2014 году по списку Партии независимости Эстонии, получив 178 голосов.

## Личная жизнь
У Мерле Яагер есть дочь от брака, который закончился разводом. В настоящее время состоит в длительных отношениях с режиссёром Имре Тоомеоксом. Семья проживает на ферме в Обинице в уезде Вырумаа.
Служила в Вооружённых силах Эстонии. Является членом Академического отряда Союза обороны Эстонии в Тарту.

## Работы

#### Сборники стихов
- Merca by air mail: Ameerika valimik (1989)[26];
- MercAmerka: teine Ameerika-valimik (1989)[27];
- Vana libu hommik (1998)[28];
- Hele häärber (2005)[29];
- Narrivile (2007)[30];
- Pühä päiv (2013)[31];
- Iseqnn (2020)[31].

#### Романы
- Mees (2009)[32].

#### Проза
- Ютутулбад / Storypillars (2015)[33];
- Ollipanõhõpõpääle (2021, диалект сету);

#### Детская литература
- Mullivesi (2009)[31].

## Награды
- Премия Вольдемара Пансо (1988);
- Премия драмы '96 (1996);
- Премия Антса Лаутера (1997);
- Премия Союза театральных деятелей Эстонии — за лучшую женскую роль (1998);
- Премия драмы '99 — за лучшую женскую роль (1999);
- Премия Карла Эдуарда Сёэта в области детской поэзии (2009)[34];
- Премия Союза театральных деятелей Эстонии — за лучшую женскую роль второго плана (2014)[5].